# Stephan Schröder (Philologe)
Stephan Schröder (* 19. Juli 1962 in Köln) ist ein deutscher Altphilologe.

## Leben
Das Studium der Klassischen Philologie und Alten Geschichte in Köln schloss er 1988 mit dem Grad eines Magister ab. Mit einer Arbeit über Plutarchs Schrift De Pythiae oraculis promovierte er 1989 und wurde Assistent, später Oberassistent. In dieser Zeit konnte er sich 1995 mit chronologischen Untersuchungen zur griechischen Komödie habilitieren. Die Assistenz in Köln gab er auf, als er 1997 ein dreijähriges Heisenberg-Stipendium der Deutschen Forschungsgemeinschaft erhielt, das von einer Lehrstuhlvertretung an der Heinrich-Heine-Universität Düsseldorf unterbrochen wurde. Danach war er kurz Privatdozent der Klassischen Philologie an der Universität Köln, bis er 2001 einen Ruf der Universität Erlangen erhielt. Er wurde zunächst ab 1. Oktober 2001 außerplanmäßiger Professor und erhielt am 27. Dezember 2001 als ordentlicher Professor und Nachfolger von Egert Pöhlmann den Lehrstuhl für Klassische Philologie (Gräzistik).
Schröders Forschungsschwerpunkte sind die griechische Prosa der Kaiserzeit, die griechische Chorlyrik und die attische Komödie. Im Jahr 2022 hat er eine Edition der Menander-Stücke (Poetae Comici Graeci, Band 6, Teil 1) abgeschlossen und publiziert, an der er bis 2020 noch gemeinsam mit Rudolf Kassel arbeitete, der in diesem Jahr verstorben ist.

## Schriften (Auswahl)
- Plutarchs Schrift „De Pythiae oraculis“. Teubner, Stuttgart 1990, ISBN 3-519-07457-5 (zugl. Dissertation, Köln 1989).
- Geschichte und Theorie der Gattung Paian. Eine kritische Untersuchung mit einem Ausblick auf Behandlung und Auffassung der lyrischen Gattungen bei den alexandrinischen Philologen. Teubner, Stuttgart/Leipzig 1999, ISBN 3-519-07670-5 (Bryn Mawr Classical Review 2000.01.24 Rezension) (engl.).